# Förrädarland
Förrädarland är en roman från 1967 av Vilhelm Moberg.

## Handling
Boken utspelar sig i gränstrakterna mellan Småland och Blekinge. Det var 1520-tal, och Blekinge var en del av Danmark.

## Utgåvor
- 1967 - Förrädarland : en berättelse om människor som historien har glömt
- 1968 - Forræderland : en beretning om mennesker som historien glemte (bokmål)
- 1968 - Forræderland : en beretning om mennesker historien har glemt (danska)
- 1970 - Förrädarland : en berättelse om människor som historien har glömt
- 1970 - Rajamaa : kertomus ihmisistä jotka historia on unohtanut (finska)
- 1973 - Kraina zdrajców : opowiesc o ludziach zapomnianych przez historie (polska)
- 1975 -   Förrädarland : en berättelse om människor som historien har glömt ISBN 91-0-039562-5